# شهرستان منیه ضنیه
شهرستان منیه ضنیه (به عربی: قضاء الضنیة) یک سکونتگاه مسکونی در لبنان است که در استان شمالی لبنان واقع شده‌است.

## خصوصیات
شهرستان منیه ضنیه ۴۰۹ کیلومترمربع مساحت و ۹۶٬۰۰۰ نفر جمعیت دارد.